# Daczny (przystanek kolejowy)
Daczny (biał. Дачны, ros. Дачный) – przystanek kolejowy w pobliżu miejscowości Homel, w rejonie homelskim, w obwodzie homelskim, na Białorusi. Położony jest na linii Homel - Czernihów.